# Coronel Espora (1867)
El Vapor Coronel Espora fue un buque de la Armada Argentina que participó de la Guerra de la Triple Alianza y en las guerras civiles argentinas.

## Historia
El vapor mercante Sylph, de matrícula inglesa, arribó al puerto de Buenos Aires a fines de 1866 con carga de carbón de Cardiff y consignado a la firma MacKern&Co.
Considerado apto para la navegación fluvial, fue adquirido en la suma de 17.550 libras esterlinas a comienzos de 1867 por el gobierno argentino para ser afectado a las operaciones de apoyo al ejército en guerra con Paraguay.
Construido en 1866 en los astilleros J.J.Higgins&Co de Liverpool, Inglaterra, se trataba de un vapor mixto con una eslora de 69,75 m, 7,87 de manga, 3,41 de puntal, un calado medio de 2,01 m y un desplazamiento de 522 tns.
Con casco de acero, obra muerta de hierro y madera y arbolado a Pailebot, contaba con 2 máquinas oscilantes y 2 calderas cilíndricas, que proporcionaban una potencia de 150 HP e impulsaban dos ruedas laterales, alcanzando una velocidad de crucero de 7 nudos.
Armado con 1 coliza Krupp de 75 mm en el entrepuente de proa y tripulado por 70 hombres, se sumó a la escuadra argentina al mando del capitán Erasmo Obligado. Durante ese año y el siguiente efectuó numerosos viajes al frente trasportando tropas y pertrechos, y repatriando heridos.
En 1869 pasó a reparaciones al río Luján, tras lo que regresó al Paraguay, permaneciendo estacionado frente a Asunción entre los meses de abril y agosto.
De regreso a la ciudad de Buenos Aires, entre enero y abril de 1870 permaneció en reparaciones en talleres privados de la Boca del Riachuelo. El 15 de abril se reintegra al servicio, viajando al Paraguay y operando entre mayo y agosto en aguas del río Uruguay, pasando luego a estacionarse en Rosario (Argentina).
Entre enero y mayo de 1871 permaneció afectado a la escuadrilla del río Paraná, pasando entonces al Uruguay hasta julio, cuando regresó al río Luján para repararaciones menores. En noviembre fue destinado a la provincia de Entre Ríos para reprimir la rebelión de López Jordán, tras lo que pasó a Asunción del Paraguay, permaneciendo estacionario hasta fin de año.
En 1872, al mando de Ceferino Ramírez, permaneció estacionario en el río Uruguay debido al levantamiento jordanista. En julio pasó a Buenos Aires para reparaciones y en diciembre, estallada una epidemia en el Uruguay fue afectado al servicio de la Junta de Lazaretos del Río de La Plata, pasando a Ensenada como parte del cordón sanitario y vigilancia de buques mercantes.
Al estallar la nueva rebelión jordanista, volvió a operar en el Uruguay a las órdenes del capitán Enrique Guillermo Howard. El 11 de octubre de 1873 protagonizó el Combate de Calera de Barquín, en el actual parque nacional El Palmar, Entre Ríos, donde destruyó una batería costera de dos piezas ligeras comandada por el marino Juan Cabassa.
En 1874 volvió a reparaciones en Luján. Al estallar la revolución de 1874 fue destinado a la movilización de tropas leales y en octubre recibió a bordo a la Escuela Naval Militar, embarcada hasta ese entonces en el vapor General Brown (afectado temporalmente a las operaciones) pasando a ejercer el comando Clodomiro Urtubey.
En mayo de 1875 se retiró la Escuela regresando al mando de Howard. En junio fue desarmado y remolcado a Zárate, donde permaneció estacionado como pontón para el control de cuarentena al mando del teniente Gregorio Astrada y con la denominación de Depósito Flotante Adscripto al Arsenal.
El 13 de mayo de 1876 se dispuso su traslado al Riachuelo para ser utilizado como pontón carbonero bajo el mando del capitán Britaldo Palacios, siendo designado como Pontón Espora.
El 14 de septiembre de 1878 fue asignado en remate público a la empresa Bernardo Garay y Hnos.
Modificada su arboladura con tres palos fue utilizado como pailebote del tráfico mercante fluvial bajo el nombre de Primer Argentino.